# 福岡県道67号田川桑野線
福岡県道67号田川桑野線（ふくおかけんどう67ごう たがわくわのせん）は、福岡県田川市から嘉麻市に至る県道（主要地方道）である。

## 概要
田川市大字伊田から嘉麻市桑野に至る。全線片側1車線だが、歩道がない区間が多い。田川郡川崎町の福岡県道417号猪国豊前桝田停車場線との交差点で支線が分岐しているが、この支線は途中で指定区間が途切れている。

### 路線データ
- 起点：福岡県田川市大字伊田（古賀町交差点、福岡県道204号田川犀川線交点、福岡県道455号今任原伊田線終点）
- 終点：福岡県嘉麻市桑野（国道211号交点）

## 歴史
- 1993年（平成5年）5月11日 - 建設省から、県道田川桑野線が田川桑野線として主要地方道に指定される[1]。

## 路線状況

### 重複区間
- 福岡県道454号今任原奈良線（田川市大字伊加利・平原交差点 - 田川市大字伊加利）
- 福岡県道417号猪国豊前桝田停車場線（田川郡川崎町大字安眞木・下真崎公民館前交差点 - 田川郡川崎町大字安眞木）

### 道路施設

#### 橋梁
- 芳ヶ谷橋（田川市）
- 田原橋（櫛毛川、田川市）

## 地理

### 通過する自治体
- 田川市
- 田川郡川崎町
- 嘉麻市

### 交差する道路
| 交差する道路                                                                 | 市町村名 | 市町村名 | 交差する場所 | 交差する場所         |
| ---------------------------------------------------------------------------- | -------- | -------- | ------------ | -------------------- |
| 福岡県道204号田川犀川線 福岡県道455号今任原伊田線                            | 田川市   | 田川市   | 大字伊田     | 古賀町交差点 / 起点  |
| 福岡県道453号庄伊田線                                                        | 田川市   | 田川市   | 白鳥町       | 新成道寺橋交差点     |
| 国道322号                                                                    | 田川市   | 田川市   | 大字伊加利   |                      |
| 福岡県道454号今任原奈良線 重複区間起点                                       | 田川市   | 田川市   | 大字伊加利   | 平原交差点           |
| 福岡県道454号今任原奈良線 重複区間終点                                       | 田川市   | 田川市   | 大字伊加利   |                      |
| 福岡県道95号添田赤池線                                                       | 田川郡   | 川崎町   | 大字田原     |                      |
| 福岡県道423号川崎大行事線                                                    | 田川郡   | 川崎町   | 大字川崎     | 餅田交差点           |
| 福岡県道67号田川桑野線 / 支線 福岡県道417号猪国豊前桝田停車場線 重複区間起点 | 田川郡   | 川崎町   | 大字安眞木   | 下真崎公民館前交差点 |
| 福岡県道417号猪国豊前桝田停車場線 重複区間終点                               | 田川郡   | 川崎町   | 大字安眞木   |                      |
| 福岡県道441号熊ヶ畑上山田線                                                  | 嘉麻市   | 嘉麻市   | 熊ケ畑       |                      |
| 国道211号                                                                    | 嘉麻市   | 嘉麻市   | 桑野         | 終点                 |

### 交差する鉄道
- 日田彦山線

### 沿線
- JR九州日田彦山線
  - 田川伊田駅 - 豊前川崎駅
- 福岡県立東鷹高等学校
- 成導寺公園
- 川崎町役場
- 福岡県立川崎特別支援学校
- 川崎町立真崎小学校
- 福岡フェザントカントリークラブ
- 明蓬館高等学校（林道経由時）
- 戸谷自然公園ふれあいの森（林道経由時）
- 藤江氏魚楽園
- 龍ヶ滝（林道および嘉麻市道経由時）

### 峠
- 釜蓋峠（田川郡川崎町 - 嘉麻市）
- 熊ヶ畑峠（嘉麻市）